# Bombenanschlag auf die Wall Street 1920

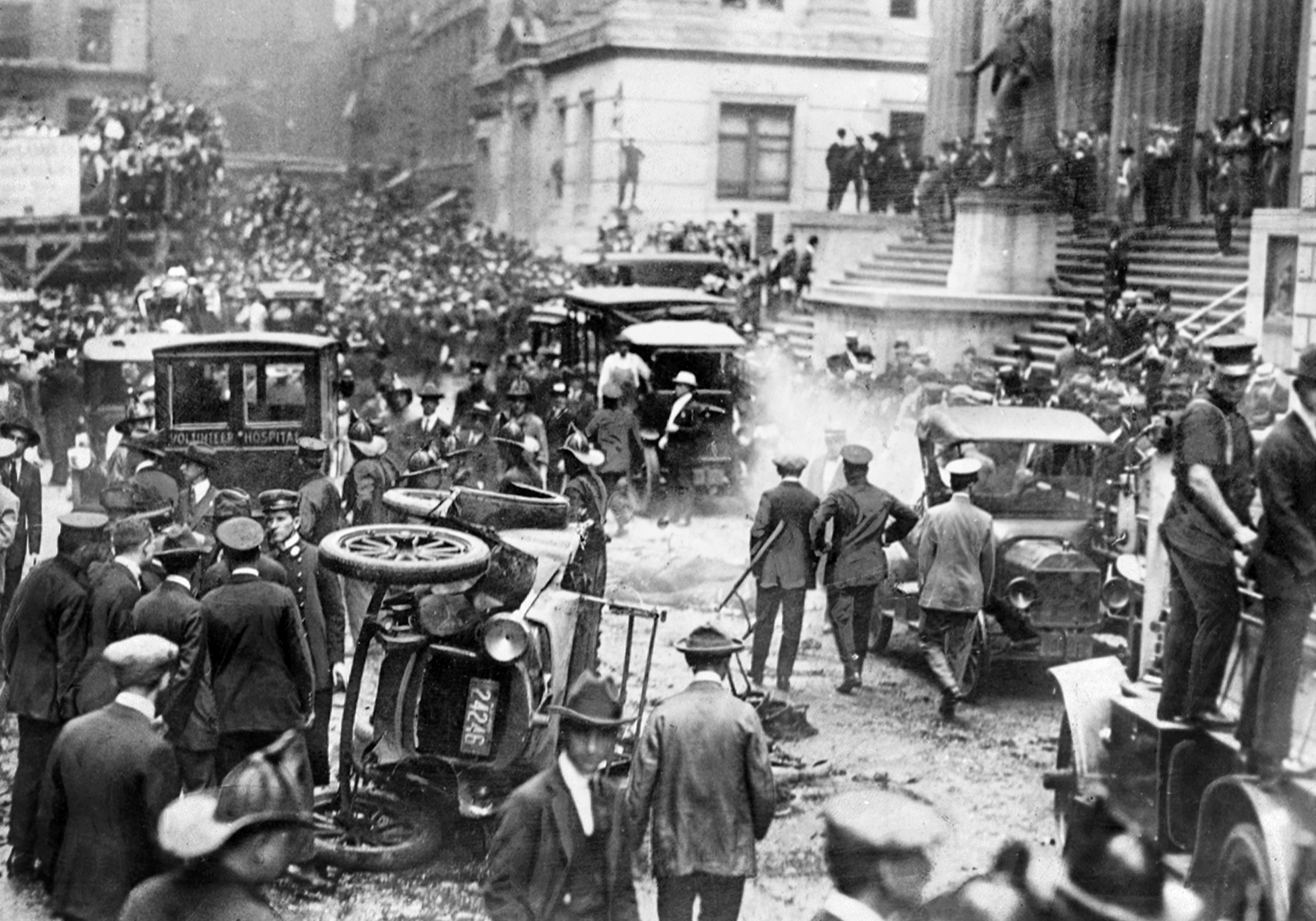
Der Ort des Anschlags. Oben rechts im Bild sieht man einen Teil der Federal Hall.

Der Bombenanschlag auf die Wall Street am 16. September 1920 in der Wall Street in New York City war einer der schwersten Terroranschläge seiner Zeit. Er verletzte oder tötete viele Angestellte umliegender Banken, die gerade Mittagspause machten.

## Ablauf
Am 16. September 1920 um 12:01 Uhr detonierte gegenüber dem Hauptsitz von J.P. Morgan, der 23 Wall Street, in einem Pferdewagen ein Sprengsatz, bestehend aus rund 50 Kilogramm Trinitrotoluol und 250 Kilogramm Eisenteilen. Die Eisenteile waren sash weights (Gegengewichte für Schiebefenster). Bei dem Anschlag starben 30 Menschen sofort, neun oder zehn in den folgenden Tagen und über 300 Menschen wurden verletzt. Die gewaltige Detonation verursachte Sachschäden von 1,5 bis 2,5 Millionen US-Dollar. Noch im 20. Stock nahegelegener Gebäude gingen Fensterscheiben zu Bruch.
Kurz nach dem Attentat wurde einen Block entfernt in einem Briefkasten ein Stapel Flugblätter gefunden:

“Remember

We will not tolerate

any longer

Free the political

prisoners or it will be

sure death for all of you”

„Denkt daran: Wir werden es nicht länger hinnehmen. Befreit die politischen Gefangenen oder es wird der sichere Tod für euch alle sein.“

## Täter
Vermutlich stellten die Flugblätter eine Art Bekennerschreiben dar. Wegen des Inhalts wurde vermutet, dass die Täter aus der anarchistischen Szene stammten. Da der Sprengsatz gegenüber von J.P. Morgan detonierte, spekulierte man über einen Mordversuch am Gründer der Bank. Weil dieser jedoch zu diesem Zeitpunkt geschäftlich in Europa unterwegs war, ließ man diese Theorie bald fallen.
Es wurde berichtet, dass der ehemalige Tennisprofi Edwin Fischer vage Andeutungen über ein Attentat an der Wall Street gemacht hatte. Da er psychisch krank war und eine Täterschaft nicht infrage kam, ließ man auch diese Annahme fallen.
Da am 16. September Gold im Wert von rund 900 Mio. Dollar transportiert werden sollte, vermutete eine neuere Theorie, dass die Bombe Teil eines misslungenen Raubes war. Dafür wurden aber keine Indizien gefunden.
Am wahrscheinlichsten gilt, dass die Bombe von Tätern aus dem anarchistischen Milieu gelegt wurde; es wurde über einen Zusammenhang mit den Verhaftungen der Anarchisten Nicola Sacco und Bartolomeo Vanzetti spekuliert, die fünf Tage zuvor wegen Mordverdachtes festgenommen worden waren.

## Folgen

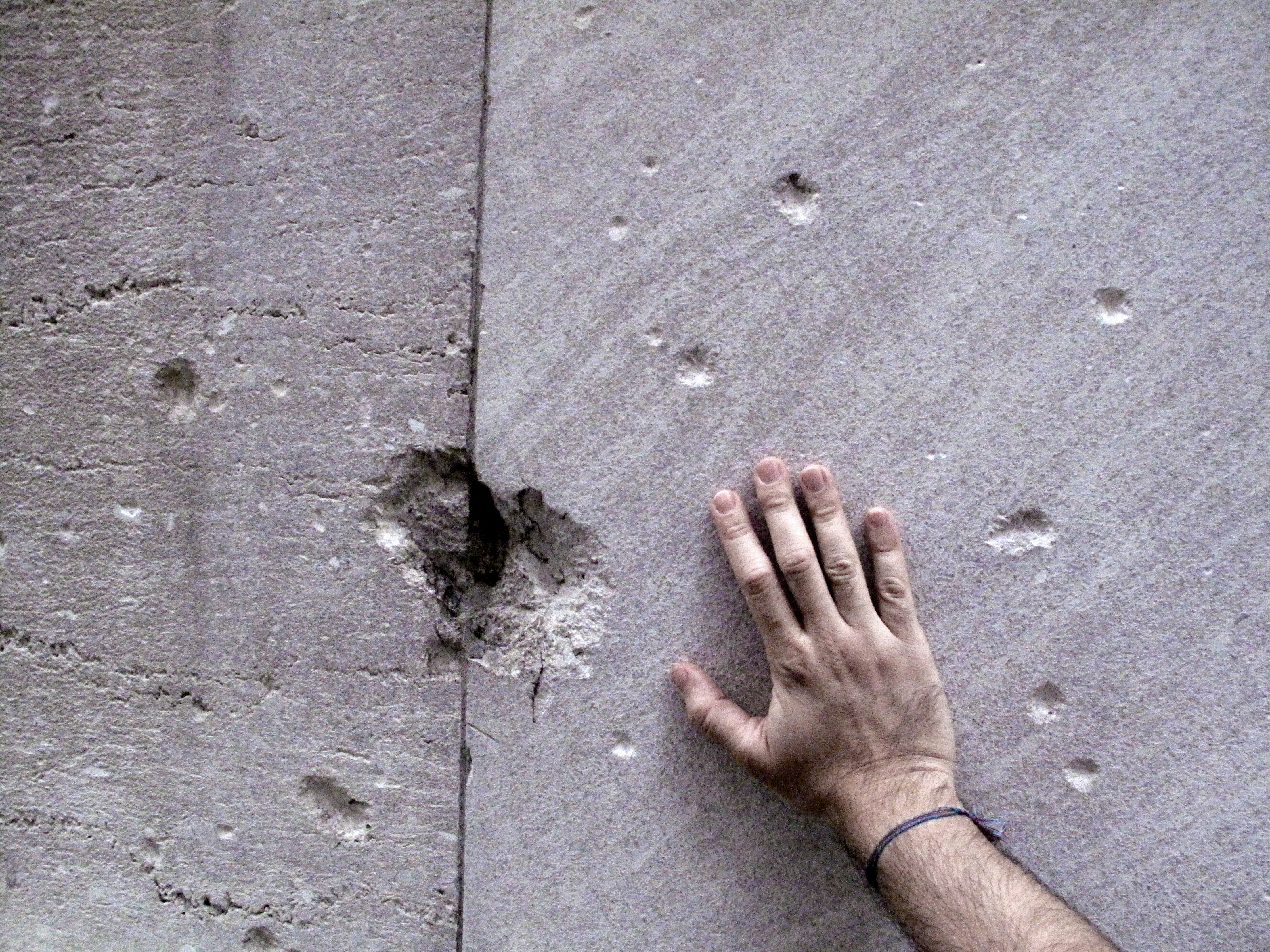
Spuren an der Außenfassade des ehemaligen J.P.-Morgan-Hauptquartiers

Als Reaktion auf den Anschlag ließen in Chicago und Boston die zuständigen Behörden ihre Finanzviertel von der Polizei bewachen.
In New York wurden schnell die meisten Spuren des Unglücks beseitigt. Obwohl es für viele zunächst undenkbar erschien, öffnete die Börse an der Wall Street schon am nächsten Tag wieder, auch weil man negative Auswirkungen des Attentats auf den Finanzmarkt ausschließen wollte.
J.P. Morgan hat die Einschlagsstellen der Eisenteile an seiner Fassade nie beseitigen lassen. Dies ist ebenso nicht nach seinem Umzug in die 270 Park Avenue geschehen. 
Kein Denkmal erinnert an den Bombenanschlag.